# Народоосвободителна въстаническа армия
Народоосвободителната въстаническа армия (НОВА) е нелегална партизанска организация на комунистическото движение в България по време на Втората световна война от март 1943 г. до 9 септември 1944 г.

## Предистория
Комунистическото партизанско движение в България по време на Втората световна война възниква през втората половина на 1941 г.
Политическото ръководство се осъществява от Политбюро на Българска работническа партия (комунисти). Ръководи се оперативно от Централната военна комисия на БРП (к) с командир Цвятко Радойнов и членове Христо Михайлов, Боян Българанов, Петър Михайлов, Гочо Грозев, Георги Минчев, Иван Масларов, Димо Дичев. Сътрудници са Антон Иванов, Антон Югов, Петър Богданов, Никола Вапцаров, Антон Попов, Атанас Романов.
Правителственото контраразузнаване разкрива част от членовете и сътрудниците на Централната комисия. След съдебен процес по ЗЗД те са осъдени и екзекутирани на 23 и 26 юли 1942 г. Военното ръководство временно се поема от Политбюро на БРП (к). Възложено е на Емил Марков. Формират се нови партизански чети и отряди.

## Структура и състав
През март 1943 година е създадена нелегалната партизанска организация „Народоосвободителна въстаническа армия (НОВА)“. Целта е създаване на единно командване и по-добра координация на действията на нарасналите по брой и числен състав партизански подразделения след Сталинградската битка, по указание на ГРУ на Червена армия на СССР. Присъждат се съветски звания, като за разпределените на военна служба са потвърдени след окупацията на България от Червена армия на СССР, със завземането на властта от комунистите и техните съюзници на Деветосептемврийския преврат, с постановление на МС от 11 септември 1944 г.
Оперативно територията на страната е разделена на 13 въстанически оперативни зони (ВОЗ). Подривните действия във всяка зона се ръководят от командир, заместник-командир, началник на щаба и политически комисар. Те влизат в състава на висшето командване на НОВА. През 1944 година съставът на НОВА достига до 9 единици, провъзгласени за бригади, 35 батальона и отряда, 2 самостоятелни чети, бойни групи. В началото на септември 1944 г. е сформирана дивизия.
Численият състав на партизанските формирования е променлив и зависи от броя на заловените и екзекутираните и новите попълнения. Най-голям е през лятото на 1944 г. За целия период на партизанското движение в България по време на Втората световна война силите на НОВА са от порядъка до 9900 бойци. Според някои изследователи след превземането на властта от комунистите и техните съюзници, броят на живите партизани е 5654 души, към които следва да се добавят и 1948 членове на бойни групи и 12 252 укриватели. Следва да се отчетат и загубите на НОВА, които са 3055 убити в сражение, с изпълнени смъртни присъди, екзекутирани, починали от рани и в затворите 1941 – 1944 г. Както и загиналите партизани, членове на бойни групи и укриватели, участници във войната срещу Нацистка Германия до 9 май 1945 г.

## Главен щаб
Официално начело на НОВА стои Главен щаб, продължител на съществувалата до 1943 година Централна военна комисия на БРП. Главният щаб разполага с ограничени ресурси и е зависим в дейността си от мрежите на БРП. Така например контактите му с отделните Въстанически оперативни зони се осъществяват по изградените от партията канали за съобщения.
Главният щаб на НОВА се оглавява за кратки периоди от поредица партийни функционери, които обикновено загиват малко, след като заемат поста. При създаването си през 1941 година Централната военна комисия е оглавена от съветския полковник Цвятко Радойнов, който е арестуван през пролетта на 1942 година, след което е осъден на смърт и екзекутиран. Мястото му е заето последователно от Емил Марков, убит в престрелка през август 1943 година, Христо Михайлов, убит през февруари 1944 година, и Владо Тричков, убит през юни същата година малко след като поема поста. Последният ръководител на Главния щаб е Добри Терпешев, член на Политбюро и най-влиятелната фигура във вътрешната организация на партията по това време.
В първия си състав ГлЩ се състои от:
- командир на щаба – Христо Михайлов (загинал на 8 февруари 1944 г.),
- политически комисар – Емил Марков (заменен след смъртта му на 12 юли 1943 г. от Добри Терпешев),
- членове – Антон Югов, Петър Вранчев, Лев Главинчев и Тодор Тошев.[8]

От февруари 1944 г. съставът е:
- командир на щаба – Добри Терпешев,
- членове – Антон Югов, Боян Българанов, Владо Тричков, Петър Илиев, Тодор Тошев, Петър Вранчев, Благой Иванов (юли).[9]

Петър Вранчев, Петър Илиев и Тодор Тошев са членовете на Главния щаб на НОВА, отговорни за контактите с кръговете в армията, които изиграват централна роля в Деветосептемврийския преврат.

## Въстанически оперативни зони
- I Софийска, командир Лев Главинчев, Владо Тричков, Славчо Трънски
- II Пловдивска, командир Георги Жечев, Иван Радев, Боян Българанов
- III Пазарджишка, командир Методи Шаторов
- IV Горноджумайска, командир Никола Парапунов, Крум Радонов
- V Старозагорска, командир Стою Неделчев-Чочоолу
- VI Ямболска, командир Димитър Димов
- VII Хасковска, командир Иван Араклиев
- VIII Горнооряховска, командир Борис Копчев
- IX Шуменска, командир Груди Атанасов
- X Варненска, командир Ламбо Теолов
- XI Плевенска, командир Пело Пеловски, Борис Попов
- XII Врачанска, командир Дико Диков[11]
- XIII Русенска, командир Никола Попов[12]

## Действия
Партизанските формирования действат в широк териториален обхват. Силите на НОВА прилагат гъвкавата тактика на партизанската война, обусловена от числения състав и въоръжението. Тя се характеризира с временно заемане на малки селища, където се изгарят архиви, заграбват се храни и се извършва пропаганда, с нападения над мандри и други изолирани обекти, както и с бързи саботажни действия и оттегляне. В граничните райони е установено взаимодействие със силите на Югославска народна освободителна армия (ЮНОА), Гръцка народна освободителна армия (ЕЛАС) и британски военни мисии в България.
Борбата на правителствените сили срещу НОВА е възложена на полицията (лятото на 1943 г.), армията (зимата на 1943 – 1944 г.), полицията и жандармерията (пролетта на 1944 г.) и войската-лятото на 1944 г.
През зимата на 1943/1944 г. правителството мобилизира допълнително 100 000 войници, полицаи и жандармеристи с цел да разгроми НОВА. Постига известни успехи по разгрома на отделни отряди и чети, но като цяло не реализира главната цел-пълно унищожаване на НОВА.
След увеличаване силите на НОВА през пролетта на 1944 г. армията и жандармерията провалят похода на две партизански бригади от Трънско към Пловдивско, където се стремят да отвоюват своя свободна зона. Първа софийска народоосвободителна бригада се разпада сред поредица от сражения, а Втора е разбита при Батулия.
Към края на август 1944 г. НОВА се подготвя за завземане на властта в столицата и по места в условията на бързо напредване на Червената армия към границите на България. Съдейства за завземането и укрепването на 9 – 10 септември на централната държавна власт в София, завзета на 9 септември 1944 г. по план на Отечествения фронт – този акт, наричан по-късно, по време на комунистическия режим и революция, е класически държавен преврат, осъществен от ляво и просъветско настроени офицери от ПК „Звено“ (също от ОФ) при неутралитета или съдействието на органите на старата власт. Силите на НОВА са съсредоточени за завземането на властта в останалите райони на България.
Командни дейци на НОВА стават от 22 септември 1944 г. помощник-командири в Българската армия по време на войната срещу Германия и нейните съюзници (1944 – 1945). От кадровия състав на НОВА са сформирани и участват във войната доброволчески отряди и дружини в състава на полковете на Българската армия.